# Santa Maria a Monte
Santa Maria a Monte ist eine italienische Gemeinde der Provinz Pisa in der Region Toskana mit 13.358 Einwohnern (Stand 31. Dezember 2023).

## Geographie

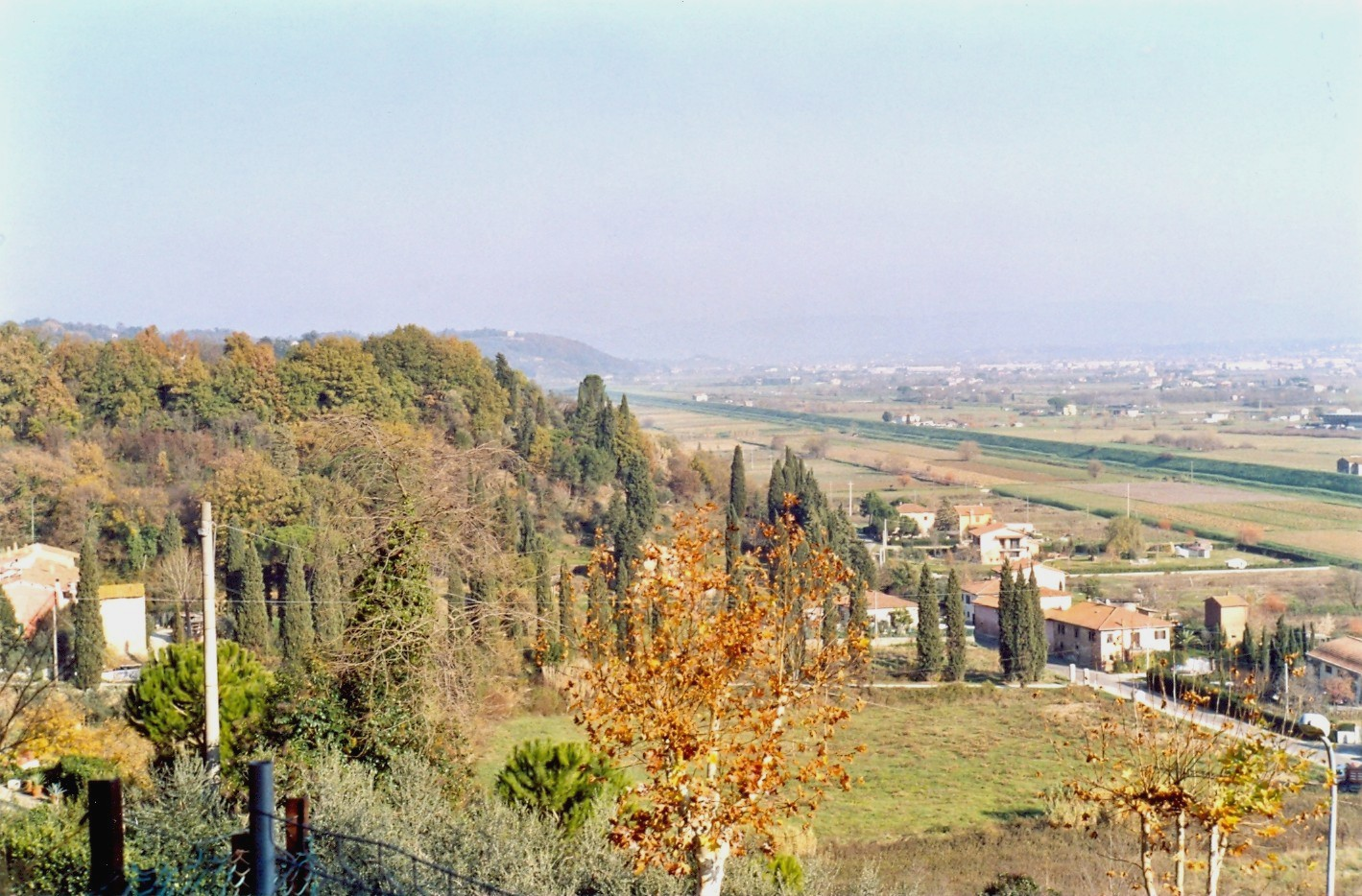
Blick von Santa Maria a Monte über die Cerbaie und die Arnoebene mit dem Canale Usciana

Santa Maria a Monte liegt ca. 35 km östlich von Pisa, auf der rechten Seite des Flusses Arno. Ein Teil des Gemeindegebietes befindet sich im südlichen Teil der bewaldeten Hügelkette Cerbaie, darunter der Hauptort mit seinem historischen Stadtzentrum, das mittelalterliche Dorf Montecalvoli Alto sowie Cerretti. Der südliche Teil der Gemeinde liegt in der Arnoebene und ist von einigen Kanälen, wie dem Canale Usciana, durchzogen. Hier liegen die Ortsteile Montecalvoli Basso, Ponticelli und San Donato.
Santa Maria a Monte grenzt im Norden und Osten an Castelfranco di Sotto, im Süden, mit dem Arno als Grenze, an Pontedera und Montopoli in Val d’Arno, und im Westen an Bientina und Calcinaia.

## Geschichte
Der Hügel von Santa Maria a Monte war schon in der Antike besiedelt. Erste urkundliche Erwähnung fand der Ort ad Montem in einem Dokument aus dem Jahre 776. Ab 787 ist eine Kirche mit dem Namen Santa Maria bezeugt. Das Gebiet gehörte ab 906 dem Bistum Lucca. Aufgrund seiner strategisch günstigen Lage wurde der Hügel um 1252 von Lucca zu einem der wichtigsten Kastelle (rocca) im Arnotal ausgebaut und hatte große militärische Bedeutung. Die Pisaner eroberten die Festung im Jahre 1261, konnten sie jedoch nur kurze Zeit halten. Sie kam wieder zu Lucca, dessen Streitkräfte zu der Zeit von Castruccio Castracani angeführt wurden. 1327 fiel Santa Maria a Monte an Florenz, und die alte Festung wurde zerstört. Um die Mitte des 14. Jahrhunderts bebauten die Florentiner den Hügel mit noch heute erkennbaren drei Mauerringen und nutzen die Festung als Ausgangspunkt zur Eroberung des gesamten unteren Arnotals im 15. Jahrhundert.
Im 16. Jahrhundert ließ der toskanische Großherzog Cosimo I. den Arno begradigen. Teile des alten Flussbeckens sind noch in der Nähe von San Donato zu erkennen. Ab der Zeit der Florentiner Herrschaft wurde der Ort ein Landwirtschaftszentrum im unteren Arnotal. Einige adelige Familien aus Florenz ließen Landgüter errichten. Im Jahre 1868 wurde die bis dahin selbstständige Gemeinde Montecalvoli mit Santa Maria a Monte vereinigt. 1925 wurde die Gemeinde von der Provinz Florenz auf die Provinz Pisa übertragen.
Santa Maria a Monte gehört heute zu den Gemeinden des toskanischen Lederverarbeitungszentrums im Arnotal (comprensorio del cuoio). Ein Schwerpunkt der Landwirtschaft ist der Kartoffelanbau.

## Kultur und Sehenswürdigkeiten
Santa Maria a Monte hat einen charakteristischen spiralförmigen Grundriss, der sich aus den Mauerringen der ehemaligen Festung ableitet. Mittelalterliche Gebäude sind der Palazzo del podestà und der als Aussichtsturm zugängliche Turm Torre dell’orologio. Am höchsten Punkt des Hügels sind bei Ausgrabungen in den letzten Jahren weitere Reste der alten Festungsanlage entdeckt worden, unter anderem eine Kapelle und eine Zisterne. Weitere Sehenswürdigkeiten sind:
- Collegiata di San Giovanni Evangelista e di Maria Vergine Assunta – Die Kirche wurde 1466 geweiht. Der Campanile ist ein ehemaliger Turm der Festungsanlage. Die Kirche enthält einige Werke aus dem 15. Jahrhundert, darunter ein Taufbecken von Domenico Rosselli (1468).
- Oratorio della Madonna delle Grazie – Die kleine Andachtskapelle wurde 1498 nach einer Pestepidemie errichtet.
- Chiesa dei Santi Giorgio e Jacopo – Die Kirche in Montecalvoli stammt aus dem 13. Jahrhundert und wurde 1830 umgebaut.
- Museo Casa Carducci – In dem Haus wohnte der Arzt Michele Carducci, Vater des Nobelpreisträgers Giosuè Carducci. Es soll sich hier 1857 eine von dem Dichter später literarisch verarbeitete Tragödie abgespielt haben, bei dem Michele Carducci seinen Sohn Dante mit einem Skalpell tötete.
- Casa Galilei – Wohnhaus von Galileis Vater, Vincenzo Galilei
- Villa Medicea delle Pianore – Das Landgut in der Arnoebene wurde von den Medici zunächst zur Jagd angelegt, und gehörte in der Folgezeit mehreren adeligen Familien. Zu der Ansiedlung gehört die Chiesa di Santa Cristina alle Pianore. Die Kirche wurde auf Resten einer alten romanischen Kirche errichtet und im Jahre 1596 geweiht.
- Osservatorio Astronomico di Tavolaia – Kommunale Sternwarte

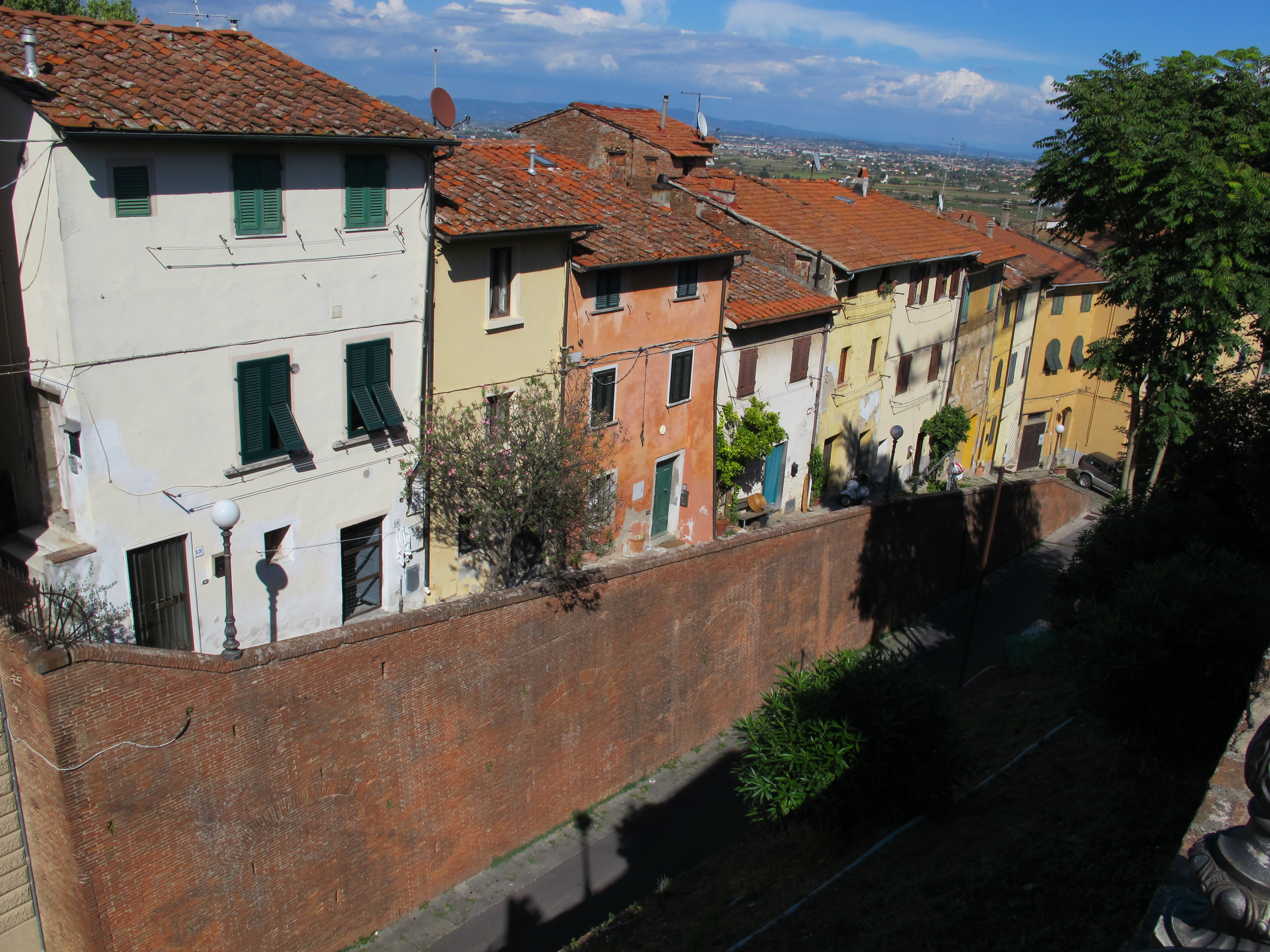
Santa Maria a Monte
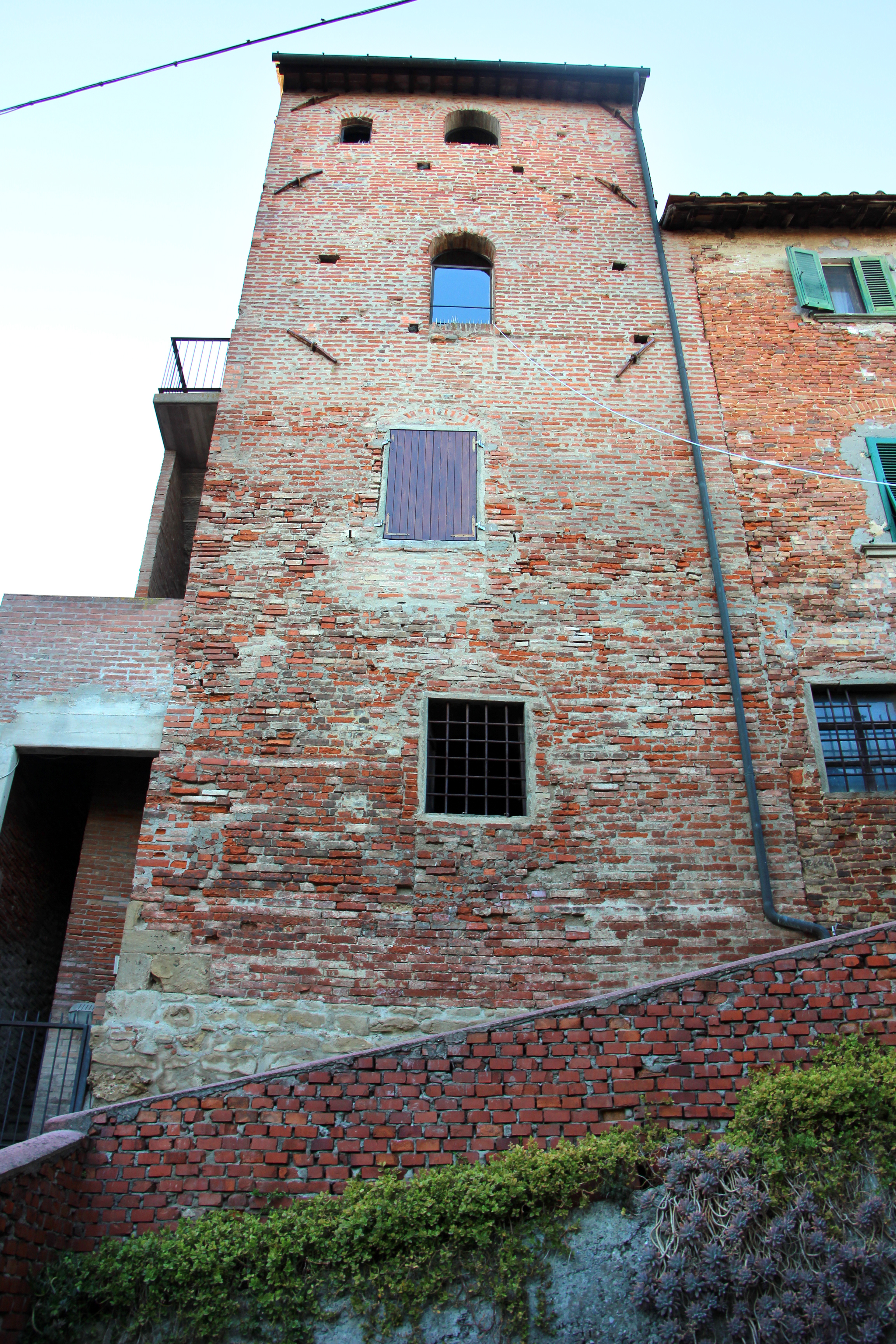
Der Torre dell’orologio
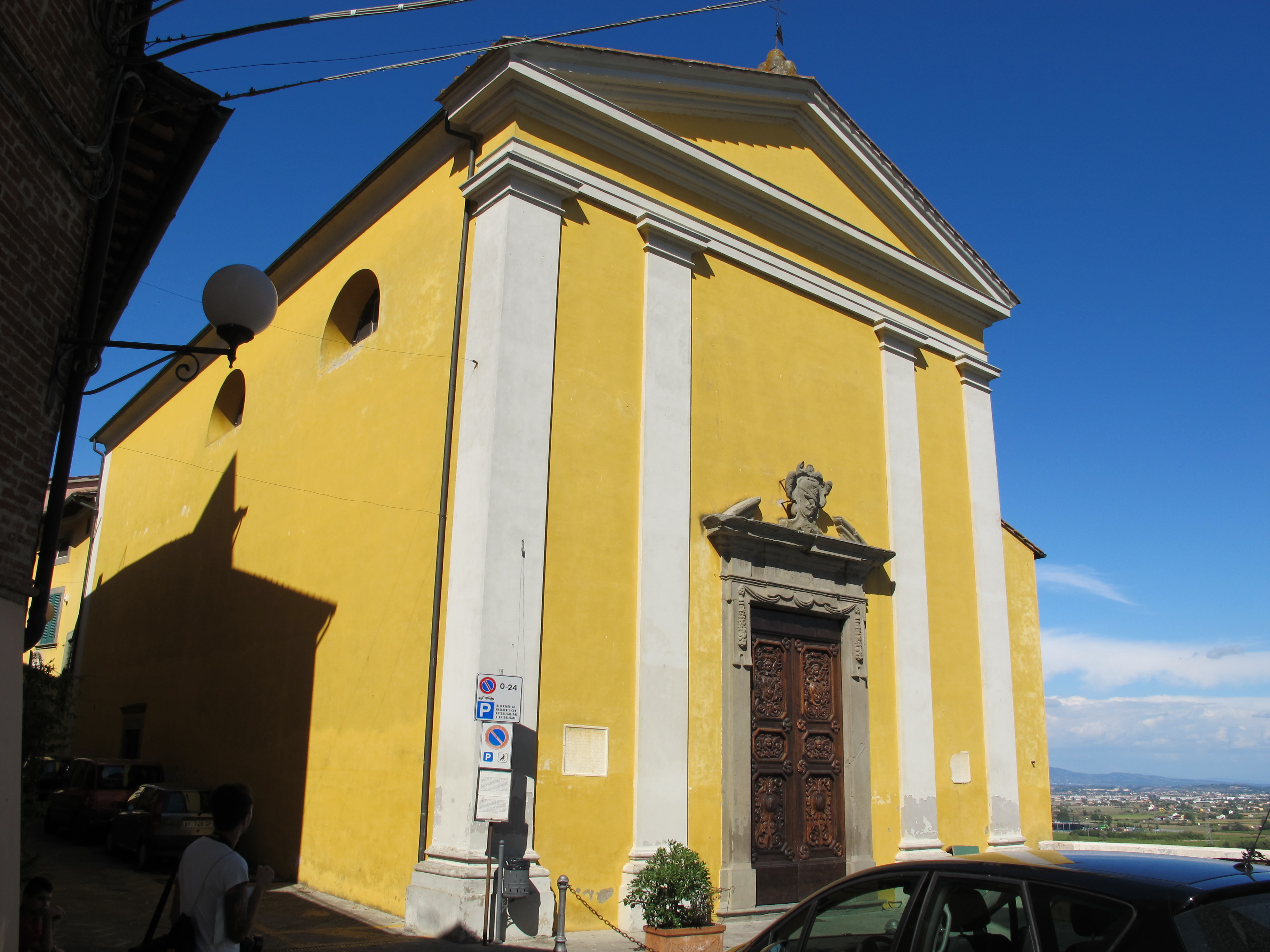
San Giovanni Evangelista
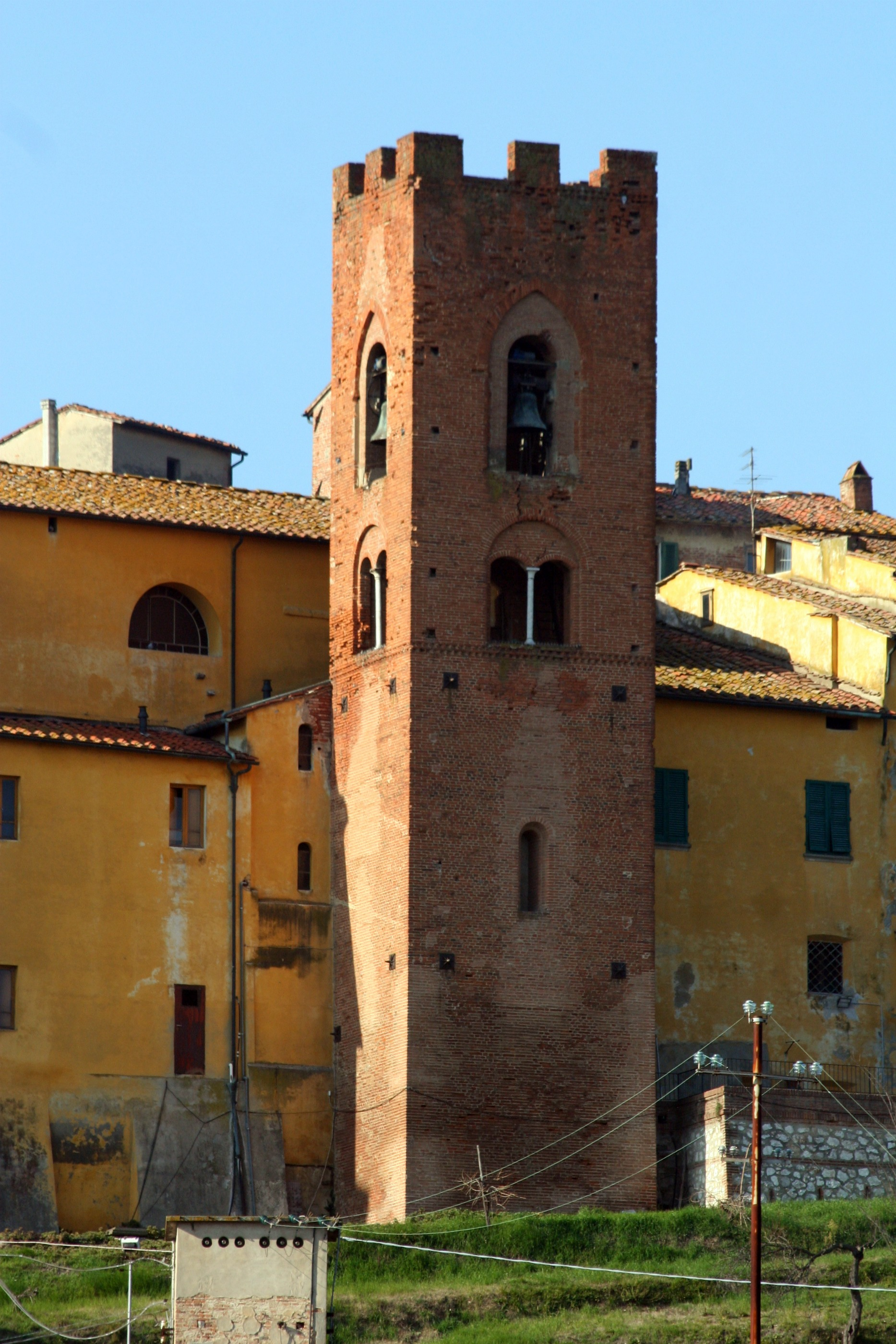
Der Campanile
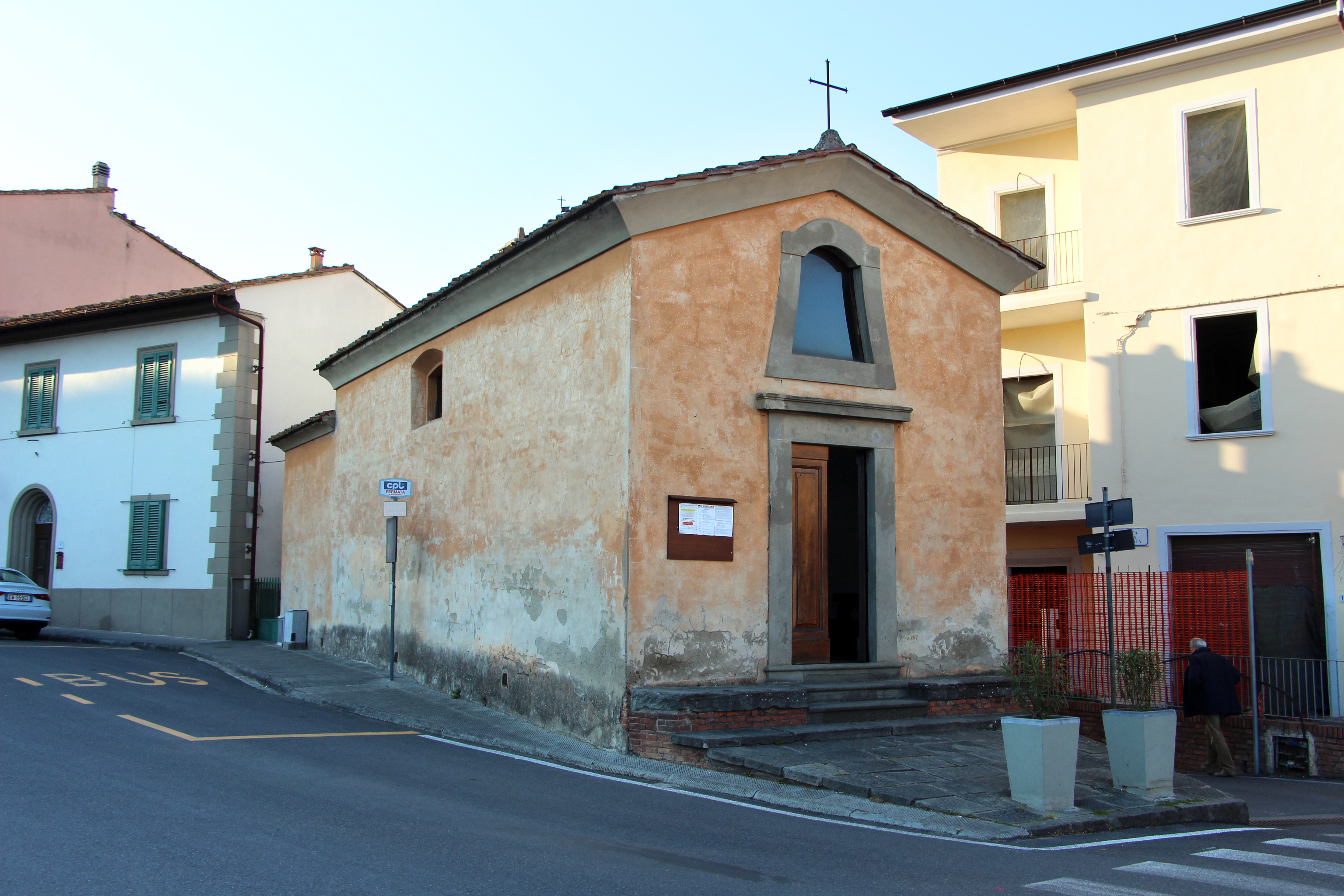
Madonna delle Grazie
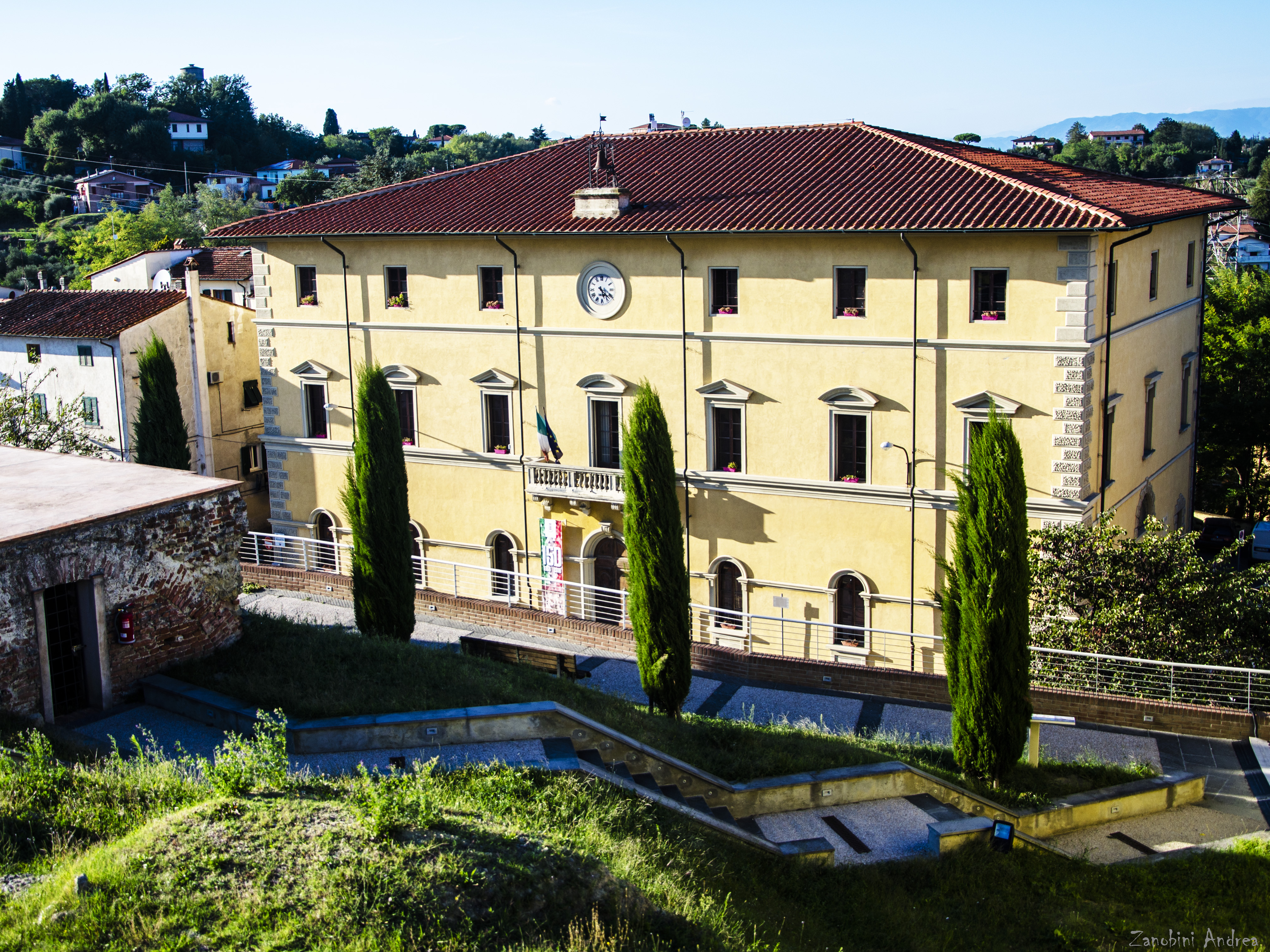
Palazzo Comunale, das Rathaus

### Regelmäßige Veranstaltungen
- Festa Patrona Beata Diana – Fest mit Prozession im Hauptort, zu Ostern
- Festa Patrona Santa Cristina – Fest in Le Pianore im Mai, erster Sonntag nach Santa Cristina
- Festa Patrono San Jacopo – Fest in Montecalvoli im Juli, erster Sonntag nach San Giacomo
- Festa Patrono e Festa Paesana – Fest in San Donato, zweiter Montag im August
- Fiera dell’Assunta – Fest im Hauptort, Montag nach Ferragosto, mit der Sagra della Patata – Thema ist die kulinarische Verwendung der Kartoffel

## Städtepartnerschaften
- Fontvieille, Frankreich, seit 1991

## Söhne und Töchter der Gemeinde
- Diana Giuntini (1287–1327), Heilige und Schutzpatronin von Santa Maria a Monte
- Vincenzo Galilei (1520–1591), Komponist, Vater von Galileo Galilei
- Siro Bianchi (1924–1992), italienisch-französischer Radrennfahrer
- Romano Fogli (1938–2021), Fußballspieler und -trainer